# Yannick Eijssen
Yannick Eijssen (Lovanio, 26 giugno 1989) è un ex ciclista su strada belga.

## Palmarès

### Strada
- 2005 (Juniores)

Rosmeer-Bilzen
1ª tappa Critérium Européens des Jeunes (Bourglinster > Bourglinster)
- 2007 (Juniores)

Trofee van Vlaanderen
4ª tappa Tour du Valromey (Virieu-le-Petit > Hauteville-Lompnes)
Classifica generale Liège-La Gleize
2ª tappa Kroz Istru (Umago > Albona)
Classifica generale Kroz Istru
- 2010 (PWS Eyssen-Kempen, quattro vittorie)

Beverbeek Classic
3ª tappa Ronde de l'Isard d'Ariège (Montgaillard > Ax-les-Thermes)
Classifica generale Ronde de l'Isard d'Ariège
3ª tappa Tour de l'Avenir (Saint-Pourçain-sur-Sioule > Col du Béal)

### Altri successi
- 2007 (Juniores)

3ª tappa, 1ª semitappa Liège-La Gleize (Liegi > La Gleize, cronosquadre)
- 2012 (BMC Racing Team)

1ª tappa Giro del Trentino (Riva del Garda > Arco, cronosquadre)
- 2013 (BMC Racing Team)

2ª tappa Tour of Qatar (Al Rufaa Street, cronosquadre)
- 2014 (BMC Racing Team)

1ª tappa Giro del Trentino (Riva del Garda > Arco, cronosquadre)

## Piazzamenti

### Grandi Giri
- Giro d'Italia

2014: ritirato (10ª tappa)
- Vuelta a España

2012: 119º
2013: 83º

### Classiche monumento
- Liegi-Bastogne-Liegi

2015: ritirato
- Giro di Lombardia

2014: ritirato

### Competizioni mondiali
- Campionati del mondo

Melbourne 2010 - In linea Under-23: 22º